# Tsukuyomi (ban nhạc)
Tsukuyomi (月詠み) là một dự án âm nhạc do YurryCanon (ユリイ・カノン) lập ra vào năm 2020.

## Giới thiệu chung
Được thành lập bởi YurryCanon (ユリイ・カノン). Dự án này được phát triền theo hướng "Tiểu thuyết", có nghĩa mỗi bài hát sẽ là một mẩu truyện (episodes) của cuốn "tiểu thuyết" ấy. Đến nay Tsukuyomi đang hoàn thiện Story thứ hai.

## Thành viên hiện tại
Tsukuyomi thường sẽ thay đổi thành viên để phù hợp với từng các phần truyện của dự án, nhưng đây là những thành viên cố định: 
- YurryCanon  - Composer, keyboard

Là người phụ trách lời bài hát, sáng tác, sắp xếp và viết các mẩu truyện của tất cả các bài hát. Bản thân anh ấy đã hoạt động với tư cách là một VocaloidP (Vocaloid Producer) từ năm 2015 và đã phát hành 2 album: "Kardia" vào năm 2019 và "Human Theater" vào năm 2021.
- Naok  - Drums

Drums chính của dự án.
- Doi Tatsuya  - Bass

Bass chính của dự án từ năm 2023.
- Fujii Kentarou  - Guitar

Guitar chính của dự án từ năm 2023.
Thành viên của Tsukuyomi trong "2nd Story":
- mido (THE BINARY)  -  Vocal

Là một trong hai người hát chính của dự án từ 2nd Story. Leader của THE BINARY.
- Juna  -  Vocal

Là một trong hai người hát chính của dự án từ 2nd Story.

## Các thành viên đã từng tham gia trước đây
- mikoto  - Vocal

Là người hát chính của ban nhạc từ 1st Story - Episode 1.
- Yue  - Vocal

Là người hát chính của ban nhạc từ 1st Story - Episode 2.
- Toukasa - Bass

Bass chính của dự án từ năm 2020 đến hết năm 2022. Anh ấy cũng hoạt động với tư cách là VocaloidP và là bass chính cho các nghệ sĩ khác nhau.
- Epoch - Guitar

Guitar chính của dự án từ năm 2020 đến hết năm 2022. Anh ấy cũng đăng các bài hát trên Nico Nico Douga và YouTube. Anh cũng đã tham gia vào các bài hát của YurryCanon từ trước khi thành lập Tsukuyomi.
- SEERA - Vocal

Tham gia các buổi biểu diễn trực tiếp với tư cách là một giọng ca chính. Hiện nay cô đã là một ca sĩ solo giống như mikoto.

## Mốc thời gian

### Năm 2020
- Ngày 10 tháng 10, tác phẩm đầu tiên "If there is not such a life" đã được đăng lần đầu tiên trên YouTube.
- Ngày 20 tháng 10, "If there is not such a life" đã cán mốc 1 triệu lượt xem trên YouTube.

### Năm 2021
- Ngày 16 tháng 1, tác phẩm thứ hai "Nekropolis" đã được phát hành trên YouTube.
- Ngày 4 tháng 2, "If there is not such a life" đã cán mốc 3 triệu lượt xem trên YouTube, "Nekropolis" cũng đã cán mốc 1 triệu lượt xem trên Youtube.
- Tháng 2, "Nekropolis" là Ending Theme cho chương trình "CDTV Saturday" của TBS.
- Bài hát thứ 3, "From the New World", đã được chọn làm bài hát chủ đề cho video kỷ niệm 40 năm "Gundam Build Real", được phát hành trên kênh YouTube chính thức của Gundam vào ngày 29 tháng 3 năm 2021.
- Ngày 4 tháng 1, "From the New World" đã cán 1 triệu lượt xem trên YouTube.
- Ngày 7 tháng 7, bài hát thứ 4 "Moonlight at Midday" đã được phát hành trên YouTube.
- Ngày 15 tháng 1, "Midday Moonlight" đã cán mốc 1 triệu lượt xem trên YouTube một tuần sau khi phát hành.
- Ngày 26 tháng 8, bộ phim thứ 5 của anh ấy, "Absolute Zero", đã được phát hành trên YouTube.
- Ngày 8 tháng 9, ban nhạc đã phát hành mini album đầu tiên "Kaketa Shinsho, Yo no Yosuga".
- Ngày 21 tháng 10, ban nhạc thông báo rằng buổi one-man live đầu tiên của ban nhạc "Tsukishita" sẽ được tổ chức tại hai địa điểm, Osaka và Tokyo.
- Ngày 12 tháng 12, buổi one-man live đầu tiên của ban nhạc "Tsukishita" đã được tổ chức.

### Năm 2022
- Ngày 26 tháng 1, bài hát thứ 6 "Reason for Existence" - Mở đầu episode 2, 1st Story đã được đăng lên Youtube
- Ngày 3 tháng 2, "Reason for Existence" đã cán mốc 1 triệu lượt xem trên YouTube.
- Ngày 18 tháng 2, ban nhạc thông báo rằng bài hát "Yodaka" sẽ đựoc làm Ending Theme cho Anime "BIRDIE WING: Golf Girls' Story" phát sóng vào tháng 4.
- Ngày 24 tháng 2, bài hát thứ 7 "Mayday" đã được phát hành trên Youtube.
- Ngày 25 tháng 3, ban nhạc thông báo rằng buổi one-man live thứ hai của Tsukuyomi "生きるよすが", sẽ được tổ chức vào ngày 4 tháng 4 tại Yokohama Bronte.[1]。
- Ngày 13 tháng 4,  bài hát thứ 8 "Yodaka" đã được phát hành trên YouTube.
- Ngày 8 tháng 5,  bài hát thứ 9 "IF" đã được phát hành trên YouTube. Đây là Commissioned Song cho event "Tied By Painful Hope" của tựa game "Project SEKAI: COLORFUL STAGE! feat. Hatsune Miku"
- Ngày 29 tháng 6,  bài hát thứ 10  "Ameisensou" đã được phát hành trên YouTube.
- Ngày 17 tháng 8, bài hát thứ 11 "Sing the Moon" - Bài hát kết thúc câu chuyện thứ nhất "If I Could Be Someone's Heart" đã được phát hành trên Youtube. Cùng ngày, Mini Album thứ 2 cùng tên cũng đã được mở bán.

### Năm 2023
- Ngày 19 tháng 2, Tsukuyomi thông báo rằng bài hát "Reversal" sẽ đựoc làm Opening Theme cho Anime "I Got a Cheat Skill in Another World and Became Unrivaled in The Real World, Too~" phát sóng vào ngày 6 tháng 4 năm 2023[2].
- Ngày 5 tháng 4, bài hát thứ 12 "Reversal" đã được phát hành.
- Ngày 18 tháng 5, Tsukuyomi thông báo rằng bài hát "Kyuseishu" sẽ đựoc làm Opening Theme cho Anime "The Most Heretical Last Boss Queen: From Villainess to Savior" phát sóng vào ngày 4 tháng 7 năm 2023[3].
- Ngày 5 tháng 7,  bài hát thứ 13 "Kyuseishu" đã được phát hành.
- Ngày 18 tháng 7, Tsukuyomi thông báo rằng Bài hát mới của họ "Yume to Shiriseba" đã được chọn làm bài hát chủ đề cho tựa game MMORPG thế giới mở trên điện thoại "Dragon Nest 2: Evolution"[4].
- Ngày 20 tháng 9, ban nhạc đã phát hành EP đầu tiên "Another Moon".
- Ngày 17 tháng 10, bài hát thứ 14 "Scatter like Flowers" đã được phát hành.

### Năm 2024
- Ngày 1 tháng 3, Tsukuyomi thông báo rằng bài hát "Ignition" sẽ đựoc làm OST cho Movie "Duel Master: Special Movie".
- Ngày 17 tháng 4, bài hát thứ 15 "Ignition" đã được phát hành.
- Ngày 22 tháng 5, Tsukuyomi thông báo Single tiếp theo "Shiyori Uruwashi" sẽ được phát hành vào ngày 29 tháng 5.
- Ngày 29 tháng 5, bài hát thứ 16 "Shiyori Uruwashi" đã được phát hành.
- Ngày 2 tháng 8, Tsukuyomi thông báo rằng bài hát "Narrative" sẽ đựoc làm Opening cho Anime "Duel Master LOST: Crystal of Memories".
- Ngày 16 tháng 8, Tsukuyomi thông báo Single tiếp theo "Falling Leaves" sẽ được phát hành vào ngày 21 tháng 8.
- Ngày 21 tháng 8, bài hát thứ 16 "Falling Leaves" đã được phát hành.
- Ngày 2 tháng 10, bài hát thứ 17 "Narrative" đã được phát hành.

## Bài hát
| Thời gian | Thời gian        | Tên bài hát                                              |
| --------- | ---------------- | -------------------------------------------------------- |
|           |                  |                                                          |
| 2020      | Ngày 10 tháng 10 | If there is not such a life ( Konna Inochi ga Nakereba ) |
| 2021      | Ngày 16 tháng 1  | Nekropolis                                               |
| 2021      | Ngày 26 tháng 4  | From the new world ( Shinsekai Kara )                    |
| 2021      | Ngày 7 tháng 7   | Moonlight at midday ( Mahiru no Tsukiakari )             |
| 2021      | Ngày 26 tháng 8  | Absolute zero                                            |
| 2022      | Ngày 26 tháng 1  | Reason For Existence ( Ikiru Yosuga )                    |
| 2022      | Ngày 24 tháng 2  | Mayday                                                   |
| 2022      | Ngày 13 tháng 4  | Nightjar ( Yodaka )                                      |
| 2022      | Ngày 8 tháng 5   | IF                                                       |
| 2022      | Ngày 29 tháng 6  | Noisy Rainy ( Ameisensou )                               |
| 2022      | Ngày 17 tháng 8  | Sing The Moon ( Tsuki ga Michiru )                       |
| 2023      | Ngày 5 tháng 4   | Reversal ( Gyakutengeki )                                |
| 2023      | Ngày 5 tháng 7   | Savior ( Kyuseishu )                                     |
| 2023      | Ngày 20 tháng 9  | If I Knew It Was A Dream ( Yume to Shiriseba )           |
| 2023      | Ngày 17 tháng 10 | Scatter like Flowers ( Hana to Chiru )                   |
| 2024      | Ngày 16 tháng 4  | Ignition ( Douka )                                       |
| 2024      | Ngày 29 tháng 5  | Better than Death ( Shiyori Uruwashi )                   |
| 2024      | Ngày 21 tháng 8  | Falling Leaves ( Aki Urara )                             |

## Đĩa đơn và Mini Album

### Đĩa đơn
| Thời gian | Thời gian        | Đĩa đơn                                                  | Album                          |
| --------- | ---------------- | -------------------------------------------------------- | ------------------------------ |
|           |                  |                                                          |                                |
| 2020      | Ngày 10 tháng 10 | If there is not such a life ( Konna Inochi ga Nakereba ) | Kaketa Shinsho, Yo no Yosuga   |
| 2021      | Ngày 16 tháng 1  | Nekropolis                                               | Kaketa Shinsho, Yo no Yosuga   |
| 2021      | Ngày 26 tháng 4  | From the new world ( Shinsekai Kara )                    | Kaketa Shinsho, Yo no Yosuga   |
| 2021      | Ngày 7 tháng 7   | Moonlight at midday ( Mahiru no Tsukiakari )             | Kaketa Shinsho, Yo no Yosuga   |
| 2021      | Ngày 26 tháng 8  | Absolute zero                                            | Kaketa Shinsho, Yo no Yosuga   |
| 2022      | Ngày 26 tháng 1  | Reason For Existence ( Ikiru Yosuga )                    | Tsuki ga Michiru               |
| 2022      | Ngày 24 tháng 2  | Mayday                                                   | Tsuki ga Michiru               |
| 2022      | Ngày 13 tháng 4  | Nightjar ( Yodaka )                                      | Tsuki ga Michiru               |
| 2022      | Ngày 8 tháng 5   | IF                                                       | Tsuki ga Michiru; Another Moon |
| 2022      | Ngày 29 tháng 6  | Noisy Rainy ( Ameisensou )                               | Tsuki ga Michiru               |
| 2022      | Ngày 17 tháng 8  | Sing The Moon ( Tsuki ga Michiru )                       | Tsuki ga Michiru               |
| 2023      | Ngày 5 tháng 4   | Reversal ( Gyakutengeki )                                | Another Moon                   |
| 2023      | Ngày 5 tháng 7   | Savior ( Kyuseishu )                                     | Another Moon                   |
| 2024      | Ngày 17 tháng 4  | Ignition ( Douka )                                       | We call it the deity           |
| 2024      | Ngày 29 tháng 5  | Better than Death ( Shiyori Uruwashi )                   | We call it the deity           |
| 2024      | Ngày 21 tháng 8  | Falling Leaves ( Aki Urara )                             | We call it the deity           |
| 2024      | Ngày 2 tháng 10  | Narrative                                                | We call it the deity           |

### Mini Album và EP
| STT | Thời gian                | Tên                          | Số bài hát | Dạng | Số bộ phận tiêu chuẩn                        | Xếp hạng (Oricon) | Hãng Đĩa          |
| --- | ------------------------ | ---------------------------- | ---------- | ---- | -------------------------------------------- | ----------------- | ----------------- |
| 1   | Ngày 9 tháng 8 năm 2021  | Kaketa Shinsho, Yo no Yosuga | 8          | CD   | NZS-853 (Bản giới hạn) NCS-985 (Bản thường)  | 27                | 随想 Records      |
| 2   | Ngày 17 tháng 8 năm 2022 | Tsuki ga Michiru             | 9          | CD   | NZS-894 (Bản giới hạn) NCS-3008 (Bản thường) | 24                | 随想 Records      |
| 3   | Ngày 20 tháng 9 năm 2023 | Another Moon                 | 7          | CD   | VICL-65888                                   | 24                | SPEEDSTAR RECORDS |
| 4   | Ngày 26 thàng 2 năm 2025 | We call it the deity         | 7          | CD   | VIZL-2377                                    | N/A               | SPEEDSTAR RECORDS |

## Các bài hát sáng tác cho các bộ Anime, Game, Movie, Chương trình truyền hình
| Năm  | Tên Bài hát                                  | Sáng tác cho Anime, Game, Movie, Chương trình truyền hình                                                           |
| ---- | -------------------------------------------- | --- |
| 2021 | Nekropolis                                   | Ending Theme cho chương trình "CDTV Saturday" của TBS                                                               |
| 2021 | From the new world (Shinsekai Kara)          | Bài hát chủ đề cho video kỷ niệm 40 năm "Gundam Build Real"                                                         |
| 2022 | Nightjar (Yodaka)                            | Ending Theme cho Anime "BIRDIE WING: Golf Girls' Story"                                                             |
| 2022 | IF                                           | Commissioned Song cho event "Tied By Painful Hope" của tựa game "Project SEKAI: COLORFUL STAGE! feat. Hatsune Miku" |
| 2023 | Reversal (Gyakutengeki)                      | Opening Theme cho Anime "I Got a Cheat Skill in Another World and Became Unrivaled in The Real World, Too~"         |
| 2023 | Savior (Kyuseishu)                           | Opening Theme cho Anime "The Most Heretical Last Boss Queen: From Villainess to Savior"                             |
| 2023 | If I Knew It Was A Dream (Yume to Shiriseba) | bài hát chủ đề cho tựa game mobile MMORPG "Dragon Nest 2: Evolution"                                                |
| 2024 | Ignition (Douka)                             | OST cho Movie "Duel Master: Special Movie"                                                                          |
| 2024 | Narrative                                    | Opening Theme cho Anime "Duel Master LOST: Crystal of Memories"                                                     |

## Các buổi biểu diễn trực tiếp
| Thời gian | Thời gian        | Tên buổi biểu diễn                                       | Địa Điểm                      | Ghi chú |
| --------- | ---------------- | -------------------------------------------------------- | ----------------------------- | --- |
| 2021      | Ngày 12 tháng 12 | Tsukuyomi One-Man Live 2021 「Gekka」                    | Cool Japan Park Osaka (Osaka) | |
| 2021      | Ngày 17 tháng 12 | Tsukuyomi One-Man Live 2021 「Gekka」                    | Shinjuku ReNY (Tokyo)         | |
| 2022      | Ngày 18 tháng 2  | 1st Premium Live 「Kaketa Shinsho, Yo no Yosuga」        | WWW X (Tokyo)                 | Ban đầu buổi biểu diễn được lên kế hoạch tổ chức vào ngày 10 tháng 10 năm 2021, nhưng đã bị lùi lịch tổ chức đến ngày 18 tháng 2 năm 2022 do sự lây lan của đại dịch COVID-19. |
| 2022      | Ngày 4 tháng 6   | Tsukuyomi Live 2022「Ikiru Yosuga」                      | Bronth.LIVE (Yokohama)        | |
| 2022      | Ngày 11 tháng 10 | Tsukuyomi Story Live「Dareka no Shinzou ni Nareta Nara」 | TIAT SKY HALL (Tokyo)         | |
| 2022      | Ngày 11 tháng 12 | Tsukuyomi Story Live「Dareka no Shinzou ni Nareta Nara」 | Veats Shibuya (Tokyo)         | |
| 2023      | Ngày 21 tháng 9  | Tsukuyomi Acoustic Live「Umi to Tsuki」                  | N/A                           | Trực tiếp trên Youtube. |
| 2023      | Ngày 2 tháng 11  | Tsukuyomi Live 2023「Another Moon」                      | Spotify O-EAST (Tokyo)        | |
| 2024      | Ngày 24 tháng 8  | Tsukuyomi Studio Live "Flowers and Bones"                | N/A                           | Công chiếu trên Youtube |

## Tham Khảo
1. ↑  "Live 2022「生きるよすが」開催決定！". 2022年3月25日. Truy cập 2022年4月14日. {{Chú thích web}}: Kiểm tra giá trị ngày tháng trong: |accessdate= và |date= (trợ giúp)
2. ↑  "月詠み(ツクヨミ) OFFICIAL SITE". www.tsukuyomi2943.com (bằng tiếng Nhật). Truy cập ngày 9 tháng 8 năm 2023.
3. ↑  "月詠み(ツクヨミ) OFFICIAL SITE". www.tsukuyomi2943.com (bằng tiếng Nhật). Truy cập ngày 9 tháng 8 năm 2023.
4. ↑  "https://twitter.com/DN2_JP/status/1681589705094078464". Twitter. Truy cập ngày 9 tháng 8 năm 2023. {{Chú thích web}}: Liên kết ngoài trong |tựa đề= (trợ giúp)